# والتر مويس
والتر مويس، من مواليد 11 يوليو 1951، لاعب كرة قدم بلجيكي سابق، ومدرب كرة قدم بلجيكي سابق.
لعب مع منتخب بلجيكا لكرة القدم.

## روابط خارجية
- والتر مويس على موقع الاتحاد الدولي (مؤرشف)  (الإنجليزية)
- والتر مويس على موقع الاتحاد البلجيكي (الإنجليزية)
- والتر مويس على موقع قاعدة بيانات كرة القدم.إي يو (الإنجليزية)
- والتر مويس على موقع ناشيونال فوتبول تيمز (الإنجليزية)
- والتر مويس على موقع عالم كرة القدم.نت (الإنجليزية)
- والتر مويس على موقع كووورة